# Yuanzhang
Yuanzhang, auch Yuanchang (chinesisch 元長鄉, Pinyin Yuánzhǎng xiāng, taiwanisch: Goân-chióng-hiong) ist eine Landgemeinde des Landkreises Yunlin in der Republik China (Taiwan). Die Aussprache des Ortsnamens lautet offiziell Yuánzhǎng (Hanyu Pinyin). Da das zweite Schriftzeichen jedoch auch die Lesung cháng zulässt, hört man außerhalb der Region oft die Aussprache Yuáncháng.

## Lage und Beschreibung

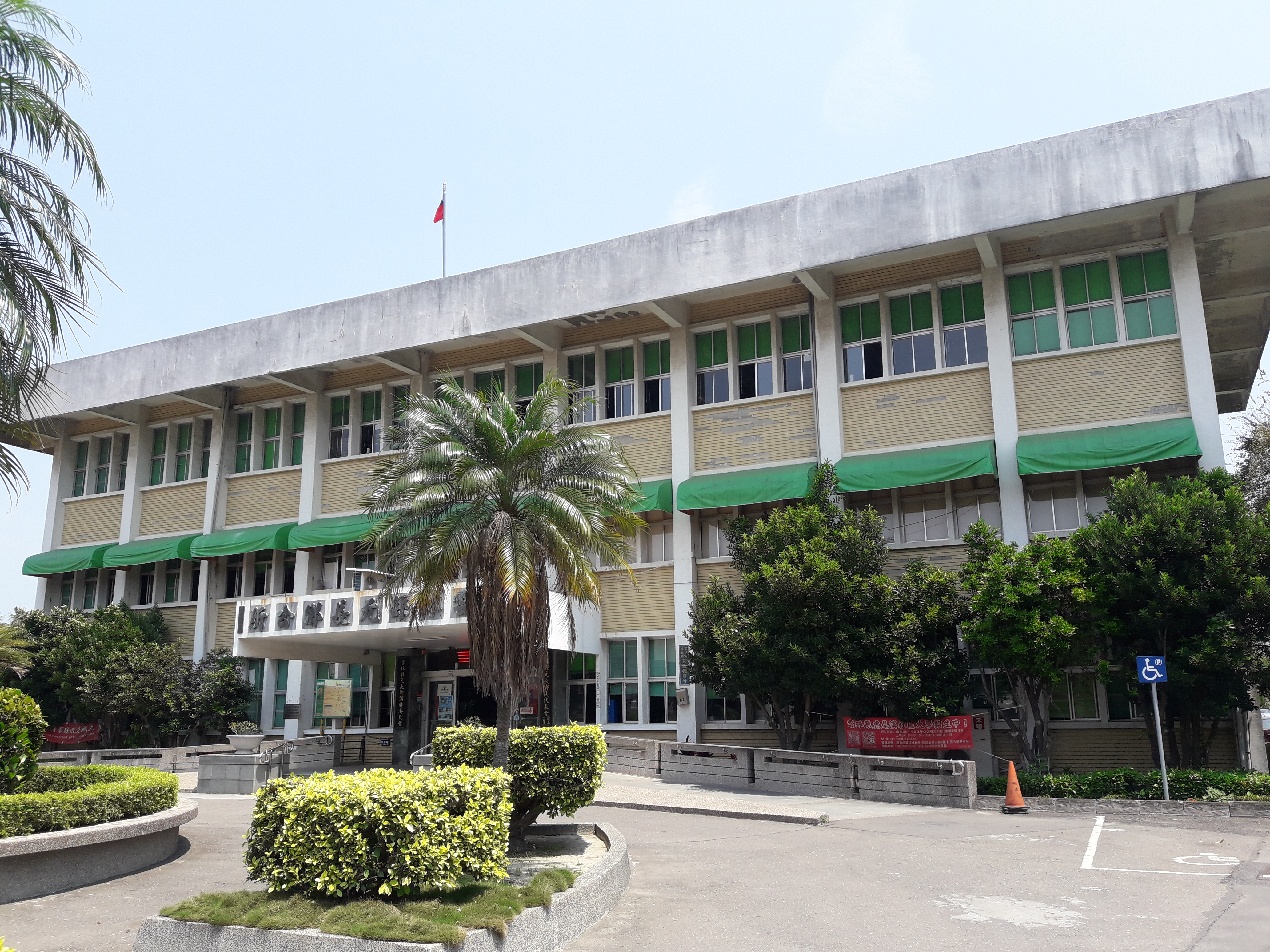
Das Gemeindeamt von Yuanzhang

Yuanzhang liegt im Süden des Landkreises Yunlin. Seine Nachbargemeinden sind Beigang im Südwesten, Sihu im Westen, Dongshi und Baozhong im Norden, Tuku im Nordosten und Dapi im Osten. Im Süden grenzt Yongzhang an die Gemeinden Xikou und Xingang des Landkreises Chiayi.
Die bedeutendsten Flüsse der Region sind der Huwei (虎尾溪) und der Beigang-Fluss, die Yuanzhangs östliche bzw. südliche Grenze bilden.
Yuanzhang ist seit längerem von Rückgang und Alterung der Bevölkerung betroffen. Lebten hier im Jahr 1981 noch circa 39.000 Menschen, so waren es im September 2024 noch etwa 23.000.

## Geschichte
Die Gegend des heutigen Yuanzhang wurde seit Beginn des 18. Jahrhunderts von chinesischen Einwanderern besiedelt. Die Siedler machten das Land urbar und sorgten für Bewässerung, sodass sich Landwirtschaft entwickeln konnte.
Der Name der Gemeinde soll auf einen bekannten Siedler namens Fu Yuanzhang (傅元掌) zurückgehen und wurde nach ihm 元掌 geschrieben. Das zweite Schriftzeichen des Ortsnamens wurde später in 長 (Aussprache zhǎng oder cháng) geändert. Mit der neuen Schreibung und der zweiten Lesung ändert sich die Bedeutung der Ortsbezeichnung ungefähr in „Von Beginn an und für alle Zeiten“. Man sagt, die Behörden wollten mit dem wohlklingenden Namen den Bewohnern für ihre Hilfe bei der Bekämpfung von Räuberbanden danken.

## Verwaltungsgliederung
| Gliederung von Yuanzhang |
|                          |

Yuanzhang ist in 21 Dörfer (村,  Cūn) untergliedert:
1 Houhu (後湖村)

2 Shannei (山內村)

3 Hehe (合和村)

4 Wukuai (五塊村)

5 Tanxi (潭西村)

6 Tandong (潭東村)

7 Changnan (長南村)

8 Changbei (長北村)

9 Zimao (子茂村)

10 Dingliao (頂寮村)

11 Longyan (龍岩村)

12 Xizhuang (西莊村)

13 Xialiao (下寮村)

14 Lunzai (崙仔村)

15 Xinji (新吉村)

16 Neiliao (內寮村)

17 Kecuo (客厝村)

18 Zhuoyun (卓運村)

19 Wayao (瓦磘村)

20 Lunan (鹿南村)

21 Lubei (鹿北村)

## Verkehr und Wirtschaft
Die Provinzstraße 19 durchläuft Yuanzhang von Nord nach Süd. Sie wird dabei im Norden und zentral durch die Provinz-Schnellstraße 78 und die Kreisstraße 160 gekreuzt, die von West nach Ost führen. Außerdem geht die Kreisstraße 145 durch den Süden der Gemeinde. Der Öffentliche Nahverkehr wird von Buslinien wahrgenommen.
Der wichtigste Wirtschaftszweig in der Gemeinde ist die Landwirtschaft. Yuanzhang ist Taiwans bedeutendstes Produktionsgebiet für Erdnüsse. Weitere Erzeugnisse umfassen Reis, Süßkartoffeln, Mais, Knoblauch, Zuckerrohr, Große Klette sowie Erdnuss- und Sesamöl. Auch Schweine- und Geflügelzucht (Gänse und Enten) werden betrieben. Des Weiteren befinden sich in Yuanzhang einige Fabriken, die Lebensmittel verarbeiten.

## Kultur und Sehenswürdigkeiten
Yuanzhang beherbergt einige daoistische und buddhistische Tempel sowie eine presbyterianische Kirche. Das religiöse Zentrum der Gemeinde ist der Tempel Aofeng Gong (鰲峯宮), der dem Gott Baosheng Dadi gewidmet ist. Das Heiligtum wurde im Jahr 1853 errichtet, die Statue des Gottes wurde von Einwanderern aus Fujian mitgebracht.

## Persönlichkeiten
- Jacklyn Wu (* 1968), Schauspielerin und Sängerin